# Pastor Valadares
Sebastião Valadares Neto (Santo Agostinho, 12 de agosto de 1963) é um pastor evangélico e político brasileiro, filiado ao Partido Liberal (PL). Atualmente é suplente do Senador Jaime Bagattoli e foi suplente do Senador Acir Gurgacz até 2022.

## Biografia
É presidente da Convenção das Assembleias de Deus em Rondônia, Ministério de Madureira. É também um dos apresentadores do programa evangélico Deus Fala Comigo, exibido no seu estado.
Em 2014, foi eleito segundo-suplente do senador Acir Gurgacz, também do PDT, para o Senado Federal.
Em setembro de 2016, após licença do titular Gurgacz e do primeiro-suplente Gilberto Piselo, tomou posse para o exercício do mandato.
Em dezembro de 2016, votou a favor da PEC do Teto dos Gastos Públicos.
Em 2017 entra para o PSC.
Em 2018 é candidato a deputado federal pelo PSC.
Em 2022, virou Suplente do Senador: Jaime Bagattoli.